# Ilson Pereira Dias Júnior
Ilson Pereira Dias Júnior (São Bernardo do Campo, Brasil, 12 de octubre de 1985), más conocido como Ilsinho, es un exfutbolista brasileño que jugaba de mediocampista y su primer equipo fue S. E. Palmeiras.

## Clubes
| Club                   | País           | Año       |
| ---------------------- | -------------- | --------- |
| S. E. Palmeiras        | Brasil         | 2006      |
| São Paulo F. C.        | Brasil         | 2006-2007 |
| F. K. Shakhtar Donetsk | Ucrania        | 2007-2010 |
| São Paulo F. C.        | Brasil         | 2010-2011 |
| S. C. Internacional    | Brasil         | 2011-2012 |
| F. K. Shakhtar Donetsk | Ucrania        | 2012-2015 |
| Philadelphia Union     | Estados Unidos | 2016-2021 |

## Palmarés

### Títulos nacionales
| Título                  | Club                   | País           | Año     |
| ----------------------- | ---------------------- | -------------- | ------- |
| Serie A                 | São Paulo F. C.        | Brasil         | 2006    |
| Serie A                 | São Paulo F. C.        | Brasil         | 2007    |
| Liga Premier de Ucrania | F. K. Shakhtar Donetsk | Ucrania        | 2007-08 |
| Copa de Ucrania         | F. K. Shakhtar Donetsk | Ucrania        | 2007-08 |
| Supercopa de Ucrania    | F. K. Shakhtar Donetsk | Ucrania        | 2008    |
| Liga Premier de Ucrania | F. K. Shakhtar Donetsk | Ucrania        | 2009-10 |
| Liga Premier de Ucrania | F. K. Shakhtar Donetsk | Ucrania        | 2011-12 |
| Copa de Ucrania         | F. K. Shakhtar Donetsk | Ucrania        | 2011-12 |
| Supercopa de Ucrania    | F. K. Shakhtar Donetsk | Ucrania        | 2012    |
| Liga Premier de Ucrania | F. K. Shakhtar Donetsk | Ucrania        | 2012-13 |
| Copa de Ucrania         | F. K. Shakhtar Donetsk | Ucrania        | 2012-13 |
| Liga Premier de Ucrania | F. K. Shakhtar Donetsk | Ucrania        | 2013-14 |
| Supercopa de Ucrania    | F. K. Shakhtar Donetsk | Ucrania        | 2014    |
| MLS Supporters' Shield  | Philadelphia Union     | Estados Unidos | 2020    |

### Títulos internacionales
| Título          | Club                  | Sede     | Año     |
| --------------- | --------------------- | -------- | ------- |
| Copa de la UEFA | F. K. Shajtar Donetsk | Estambul | 2008-09 |